# Daniel Rutherford
Daniel Rutherford (3. studenog 1749., Edinburgh - 15. studenog 1819.) bio je škotski kemičar i liječnik zaslužan za otkriće i izolaciju dušika 1772. godine. Na njegov je rad uvelike utjecao njegov fakultetski mentor, Joseph Black.

## Otkriće i izolacija dušika
Pri proučavanju svojstava ugljičnoga dioksida, Joseph Black je otkrio da svijeća neće gorjeti u tome plinu. Kada je zapalio svijeću te je stavio pod stakleno zvono, svijeća bi se nakon nekog vremena ugasila, a preostali zrak u zvonu nebi podržavao gorenje. To je bilo normalno, no kada je ugljični dioksid (kojega je proizvela svijeća) pomoću kemikalija bio upijen, jedan dio zraka ostao ne upijen. Preostali zrak nije podržavao gorenje.
Black je taj problem predao svome studentu, Danielu Rutherfordu. On je držao miša u prostoru ograničene kvalitete zraka sve dok miš nije uginuo. Nakon toga je zapalio svijeću u tom istom prostoru te je pustio da ona sagori. Zatim je u tome prostoru zapalio fosfor te je također pustio da sagori. Taj je zrak bio proveden kroz ugljični dioksid upijajući otopinu. Preostali zrak nije podržavao gorenje, tj. nije bilo kisika, pa se miš ugušio.
Rutherford je taj plin (danas bi se on sastojao ponajviše od dušika) nazvao "škodljiv zrak" ili "flogistonski zrak".
Rutherford je pokus prijavio 1772. godine. On i Black bili su uvjereni u istinitost flogistonske teorije, pa su svoje rezultate objasnili pomoću uvjeta te teorije.
Godine 1786. imenovan je profesorom botanike u Edinburghu te je bio nadležan za tamošnji botanički vrt.
Rutherford je bio ujak Sir Waltera Scotta, poznatoga škotskoga pjesnika i romanopisca, često nazivanog "ocem povijesnog romana".